# 第幾次的藍天？
《第幾次的藍天？》（日语： Nandome no Aozora ka?）是日本女子偶像組合乃木坂46的第10張單曲，於2014年10月8日由N46Div.發售。單曲是HTC手機「HTC J Butterfly（HTL 23）」的廣告歌。

## 概要
單曲分為Type A、Type B、Type C和通常盤。其中，《第幾次的藍天？》和《迂迴的愛情》收錄於所有版本，《第幾次的藍天？》的音樂錄影帶則收錄於通常盤以外的所有版本。通常盤則收錄了《Tender days》；《敲響倒下的鐘》及其音樂錄影帶、部分成員的影片收錄於Type A；《我起來。》及其音樂錄影帶、部分成員的影片收錄於Type B；《那一天 我隨口說了一個謊言》及其音樂錄影帶、部分成員的影片收錄於Type C。特典方面，除了通常盤外，所有版本均附送全國握手會參加券和生寫真各一張。
2014年8月4日，乃木坂46在冠名節目東京電視台的《乃木坂在哪裡？》中公佈單曲的選拔成員，並且由自6月尾因預備升讀大學而暫停演藝活動的生田繪梨花擔任中心成員，這是她首次擔任中心成員，齋藤千春則是首次成為選拔成員。8月19日，乃木坂46出席HTC J Butterfly於東京皇家王子大飯店花園塔舉行的發佈會，並且初次演唱了單曲。9月5日，乃木坂46公開了以「合唱練習情況」為主題的單曲封面，封面攝於8月上旬時，拍攝地是茨城縣一間廢校所。9月26日，乃木坂46公開了成員個人影片的精華部分。僅限女性的咖啡店「乃木坂46 第幾次的藍天？cafe in 丸之內」在10月8日至11月7日期間限定營業，展示了單曲音樂錄影帶的花絮照，並且由新內真衣擔任店鋪經理。
乃木坂46在朝日電視台節目《MUSIC STATION》、《MUSIC STATION SUPER LIVE》、《MUSIC STATION ULTRA FES》、NHK教育頻道節目《R的法則》和NHK綜合頻道節目《MUSIC JAPAN》均有演唱單曲。

## 歌曲
單曲主題是「再也回不去的青春故事」，音樂錄影帶攝於2014年9月上旬，拍攝地是栃木縣足利市的一間學校和市民會館，由日本電影學院獎最佳導演得主內田Kenji負責。音樂錄影帶以一間前身是女校的男女校為背景，講述一名男生入讀後發現周遭都是女性，只有自己是男性，而且由於原本是女校，只設有女生的更衣室和廁所，讓男生處於孤立無援的狀態。
由湯淺弘章執導的《那一天 我隨口說了一個謊言》是Under成員的歌曲，是對1990年電影《櫻園》的致敬作品，當時飾演學生的Tsumiki Miho在音樂錄影帶中則扮演老師。音樂錄影帶講述原本決定由齋藤飛鳥擔任校園劇主角，井上小百合負責燈光，想演戲的伊藤萬理華卻被分配當打雜。在快將演出的某一天，齋藤突然間逃走，伊藤便取而代之擔任主角，但是伊藤對自己的演技並不滿意，齋藤突然逃去的原因也不明。
《我起來。》是由高中生成員所演唱的歌曲，音樂錄影帶中生田飾演的干物女在電視看到偶像招募後報名參加，並且成功出道，但是在意識到其實是魔法讓她看起來很有魅力，最終她決定不再倚靠魔法，而只靠自己來活下去。其他成員則模仿其他偶像團體，並且穿上80年代偶像風和原宿系偶像風等各式各樣的服裝，其中星野南和堀未央奈的鬼蘿莉造型更博得其他成員的喜愛。
《敲響倒下的鐘》的音樂錄影帶講述了生田開發了可讓人靈魂互換的機器，乃木坂46成員相繼化身成中學男生、朋克搖滾造型的人和黑臉辣妹等等，而生田本人則混合了所有人，變成自己也認不出自己的模樣。拍攝場地在東京都池袋和下北澤一帶。
美國樂團麥加帝斯的前結他手馬蒂·弗里德曼形容單曲將平靜的琴音和美妙的弦樂編入了4拍節奏中，原本非主流的旋律去到副歌位置師便變成了主流的旋律，彷彿單曲已經不是偶像歌曲，而是有殿堂級歌曲的感覺，引起了不喜歡偶像的一般J-POP樂迷的注意。此外，成員的歌唱力亦重叠得恰到好處，用耳機來聽的話，可以感受到被這些好聲音所包圍，近似於美國樂團海灘男孩。單曲的填詞人秋元康直接稱單曲為神曲、相當有自信之作。

## 榜單成績
在Oricon公信榜，單曲以47.9萬銷量取得週榜冠軍，超越賣出45.8萬張的《察覺時已是單戀》，刷新了自己的首週銷量紀錄，並且連續第9張單曲取得第1位，僅次於AKB48（24張）、SKE48（11張），與Pink Lady並列女子組合的第3位，在年榜則取得第8位，累計賣出約57.8萬張。
在告示牌JAPAN Top Singles Sales榜和日本熱門100金曲榜均取得第1位，Top Singles Sales和日本熱門100金曲榜年榜則分別取得第24位和第46位。
2017年4月10日，單曲獲日本唱片協會認證為三白金。

## 收錄内容

### Type-A
| CD       | CD                              | CD       | CD         | CD       | CD    |
| 曲序     | 曲目                            |          | 作曲       | 編曲     | 时长  |
| -------- | ------------------------------- | -------- | ---------- | -------- | ----- |
| 1.       | 第幾次的藍天？                  | 秋元康   | 川浦正大   | 百石元   | 4:49  |
| 2.       | 迂迴的愛情                      | 秋元康   | Noda Akiko | 野中雄一 | 4:16  |
| 3.       | 敲響倒下的鐘                    | 秋元康   | 中山英二   | 田上陽一 | 4:15  |
| 4.       | 第幾次的藍天？ -off vocal ver.- |          | 川浦正大   | 百石元   | 4:49  |
| 5.       | 迂迴的愛情 -off vocal ver.-     |          | Noda Akiko | 野中雄一 | 4:16  |
| 6.       | 敲響倒下的鐘 -off vocal ver.-   |          | 中山英二   | 田上陽一 | 4:14  |
| 总时长： | 总时长：                        | 总时长： | 总时长：   | 总时长： | 26:39 |

| DVD  | DVD                        | DVD                        | DVD  |
| 曲序 | 曲目                       | 導演                       | 时长 |
| ---- | -------------------------- | -------------------------- | ---- |
| 1.   | 第幾次的藍天？ Music Video | 内田Kenji                  | 5:54 |
| 2.   | 敲響倒下的鐘 Music Video   | 丸山健志                   | 5:26 |
| 3.   | 秋元真夏                   | 山本Wataru                 |      |
| 4.   | 生田繪梨花                 | 月田茂、山本篤彦、柴谷麻以 | 5:02 |
| 5.   | 齋藤千春                   | 早川具孝                   |      |
| 6.   | 新內真衣                   | 武田Satomi                 |      |
| 7.   | 中元日芽香                 | 大山徹                     |      |
| 8.   | 永島聖羅                   | 蟹忌廉可樂餅               |      |
| 9.   | 能條愛未                   | 水落豊                     |      |
| 10.  | 橋本奈奈未                 | 應援團                     | 5:29 |
| 11.  | 樋口日奈                   | 臼井崇                     |      |
| 12.  | 星野南                     | 志田譽幸                   |      |
| 13.  | 松井玲奈                   | 中村太洸                   | 5:04 |
| 14.  | 研究生 part 1              | 伊藤眾人                   |      |

### Type-B
| CD       | CD                              | CD       | CD                 | CD                 | CD    |
| 曲序     | 曲目                            |          | 作曲               | 編曲               | 时长  |
| -------- | ------------------------------- | -------- | ------------------ | ------------------ | ----- |
| 1.       | 第幾次的藍天？                  | 秋元康   | 川浦正大           | 百石元             | 4:49  |
| 2.       | 迂迴的愛情                      | 秋元康   | Noda Akiko         | 野中雄一           | 4:16  |
| 3.       | 我起來。                        | 秋元康   | Akira Sunset、ZERO | Akira Sunset、ZERO | 3:52  |
| 4.       | 第幾次的藍天？ -off vocal ver.- |          | 川浦正大           | 百石元             | 4:49  |
| 5.       | 迂迴的愛情 -off vocal ver.-     |          | Noda Akiko         | 野中雄一           | 4:16  |
| 6.       | 我起來。 -off vocal ver.-       |          | Akira Sunset、ZERO | Akira Sunset、ZERO | 3:51  |
| 总时长： | 总时长：                        | 总时长： | 总时长：           | 总时长：           | 25:53 |

| DVD  | DVD                        | DVD                        | DVD  |
| 曲序 | 曲目                       | 導演                       | 时长 |
| ---- | -------------------------- | -------------------------- | ---- |
| 1.   | 第幾次的藍天？ Music Video | 内田Kenji                  | 5:54 |
| 2.   | 我起來。 Music Video       | 柳沢翔                     | 9:31 |
| 3.   | 伊藤卡琳                   | 森澤透馬                   |      |
| 4.   | 伊藤萬理華                 | 中村浩紀                   |      |
| 5.   | 川後陽菜                   | 古井哲郎                   |      |
| 6.   | 川村真洋                   | 山崎連基                   |      |
| 7.   | 北野日奈子                 | 伊藤眾人                   |      |
| 8.   | 齋藤飛鳥                   | 今泉力哉                   | 4:01 |
| 9.   | 桜井玲香                   | 平野奈央、福岡郷介         | 3:43 |
| 10.  | 白石麻衣                   | Hiroshu                    | 3:06 |
| 11.  | 松村沙友理                 | 月田茂、山本篤彦、柴谷麻以 | 4:16 |
| 12.  | 若月佑美                   | 頃安祐良                   |      |
| 13.  | 和田まあや                 | Anai Kazuhisa              |      |
| 14.  | 研究生 part 2              | 伊藤眾人                   |      |

### Type-C
| CD       | CD                                         | CD       | CD         | CD       | CD    |
| 曲序     | 曲目                                       |          | 作曲       | 編曲     | 时长  |
| -------- | ------------------------------------------ | -------- | ---------- | -------- | ----- |
| 1.       | 第幾次的藍天？                             | 秋元康   | 川浦正大   | 百石元   | 4:49  |
| 2.       | 迂迴的愛情                                 | 秋元康   | Noda Akiko | 野中雄一 | 4:16  |
| 3.       | 那一天 我隨口說了一個謊言                  | 秋元康   | 三輪智也   | 京田誠一 | 4:13  |
| 4.       | 第幾次的藍天？ -off vocal ver.-            |          | 川浦正大   | 百石元   | 4:49  |
| 5.       | 迂迴的愛情 -off vocal ver.-                |          | Noda Akiko | 野中雄一 | 4:16  |
| 6.       | 那一天 我隨口說了一個謊言 -off vocal ver.- |          | 三輪智也   | 京田誠一 | 4:12  |
| 总时长： | 总时长：                                   | 总时长： | 总时长：   | 总时长： | 26:35 |

| DVD  | DVD                                   | DVD        | DVD  |
| 曲序 | 曲目                                  | 導演       | 时长 |
| ---- | ------------------------------------- | ---------- | ---- |
| 1.   | 第幾次的藍天？ Music Video            | 内田Kenji  | 5:54 |
| 2.   | 那一天 我隨口說了一個謊言 Music Video | 湯淺弘章   | 9:56 |
| 3.   | 生駒里奈                              | SUGOI inc. |      |
| 4.   | 井上小百合                            | 池田一真   |      |
| 5.   | 衛藤美彩                              | 大石健弘   |      |
| 6.   | 齊藤優里                              | 清水健斗   |      |
| 7.   | 高山一實                              | 大山徹     |      |
| 8.   | 中田花奈                              | 中島望     |      |
| 9.   | 西野七瀨                              | 湯淺弘章   |      |
| 10.  | 畠中清羅                              | 笹川真     |      |
| 11.  | 深川麻衣                              | 林隆行     | 4:08 |
| 12.  | 堀未央奈                              | 山岸聖太   | 5:01 |
| 13.  | 大和里菜                              | 川瀧悟司   |      |
| 14.  | 研究生 part 3                         | 伊藤眾人   |      |

### 通常盤
| CD       | CD                              | CD       | CD                  | CD       | CD    |
| 曲序     | 曲目                            |          | 作曲                | 編曲     | 时长  |
| -------- | ------------------------------- | -------- | ------------------- | -------- | ----- |
| 1.       | 第幾次的藍天？                  | 秋元康   | 川浦正大            | 百石元   | 4:49  |
| 2.       | 迂迴的愛情                      | 秋元康   | Noda Akiko          | 野中雄一 | 4:16  |
| 3.       | Tender days                     | 秋元康   | SoichiroK、Nozomu.S | Soulife  | 4:42  |
| 4.       | 第幾次的藍天？ -off vocal ver.- |          | 川浦正大            | 百石元   | 4:49  |
| 5.       | 迂迴的愛情 -off vocal ver.-     |          | Noda Akiko          | 野中雄一 | 4:16  |
| 6.       | Tender days -off vocal ver.-    |          | SoichiroK、Nozomu.S | Soulife  | 4:41  |
| 总时长： | 总时长：                        | 总时长： | 总时长：            | 总时长： | 27:36 |

## 參與成員

### 第幾次的藍天？
（中心成員：生田繪梨花）
- 1列目：松井玲奈、白石麻衣、生田繪梨花、西野七瀨、橋本奈奈未
- 2列目：松村沙友理、秋元真夏、生駒里奈、櫻井玲香、深川麻衣
- 3列目：衛藤美彩、若月佑美、堀未央奈、星野南、高山一實、齋藤千春

和前作「夏之Free&Easy」的隊形相比，第3列減去1人，共16人選拔，與前2作「察覺時已是單戀」的隊形相同。福神與前作同樣，1、2列共10人作「十福神」。齋藤千春為首次入選。自此，在此作發售時仍在籍的一期生成員全數均進入過選拔。但和前作相比，齊藤優里、大和里菜和井上小百合則未獲入選。

### 迂迴的愛情
（中心成員：櫻井玲香、永島聖羅）
- 1期生：井上小百合、櫻井玲香、中田花奈、永島聖羅、西野七瀨、能條愛未、大和里菜、若月佑美

### 敲響倒下的鐘
（中心成員：生田繪梨花）
- 1期生：秋元真夏、生田繪梨花、生駒里奈、衛藤美彩、齊藤千春、櫻井玲香、白石麻衣、高山一實、西野七瀨、橋本奈奈未、深川麻衣、星野南、松村沙友理、若月佑美
- 2期生：堀未央奈
- 交換留学生：松井玲奈

由「第幾次的藍天？」的選拔成員演唱。

### 我起來
（中心成員：生田繪梨花）
- 1期生：生田繪梨花、川後陽菜、齋藤飛鳥、齋藤千春、中元日芽香、樋口日奈、星野南、和田真彩
- 2期生：北野日奈子、堀未央奈

### 那一天 我隨口說了一個謊言
（中心成員：井上小百合）
- 1期生：伊藤萬理華、井上小百合、川後陽菜、川村真洋、齋藤飛鳥、齊藤優里、中田花奈、中元日芽香、永島聖羅、能條愛未、畠中清羅、樋口日奈、大和里菜、和田真彩
- 2期生：伊藤卡琳、北野日奈子、新內真衣

伊藤卡琳為首次參加乃木坂46單曲的歌曲錄製。MV除了上述Under成員之外，當時尚屬研究生的相樂伊織也有出演。

### Tender days
- 1期生：秋元真夏、生田繪梨花、生駒里奈、櫻井玲香、白石麻衣、西野七瀨、橋本奈奈未、深川麻衣、松村沙友理

## 外部連結
- 音樂錄影帶
  - YouTube上的乃木坂46 『何度目の青空か?』Short Ver.（2015年12月10日）
  - YouTube上的乃木坂46 『転がった鐘を鳴らせ!』Short Ver.（2015年12月10日）
  - YouTube上的乃木坂46 『私、起きる。』Short Ver.（2015年12月10日）
  - YouTube上的乃木坂46 『あの日 僕は咄嗟に嘘をついた 予告編』（2014年10月1日）
- 精華特典影片
  - 10th single「何度目の青空か?」 個人ムービー予告編 （页面存档备份，存于） - YouTube（2014年9月26日）
  - 「映像クリエーター x 乃木坂46」クリエータープロフィール （页面存档备份，存于）
- 合作廣告 
  - YouTube上的HTC J butterfly HTL23 ガチかくれんぼ篇 15秒（2014年8月21日）
  - YouTube上的HTC J butterfly HTL23 ガチかくれんぼ篇 30秒（2014年8月21日）
  - YouTube上的HTC J butterfly HTL23 なぜ、そこに!?篇（2014年8月21日）
  - YouTube上的HTC J butterfly HTL23 ティザー篇（2014年8月28日）